# 문기선
문기선(文夔善, 1896년 ~ 1969년)은 대한민국의 법조인이다.
1921년에 경성법학전문학교를 졸업하였다. 1923년 조선변호사시험에 합격하였다. 1946년에 판사 임명되어 1948년 4월 춘천지방법원 등에서 부장판사를 지냈다. 청주지방법원(1952년 2월 ~ 1954년 9월), 대전지방법원, 전주지방법원(1957년 9월 10일 ~ 1959년 1월 19일)에서 법원장을 역임했다. 4.19 혁명 이후 설치된 혁명재판소 소장을 역임했다. 전주지방법원장으로 재직하던 1958년 6월 24일에 문기선은 음주에 의한 노인 폭행치사 사건건과 관련하여 "비단 내 자식 뿐만 아니라 판사라 하여 추호의 동정없이 엄벌할 것"을 검찰에 요구하였다.